# Bloque Magisterial de Concertación Nacional
El Bloque Magisterial de Concertación Nacional es un grupo parlamentario sindicalista del Congreso de la República de Perú. Formado en mayo de 2022, reúne a la denominada "ala magisterial" que se integró a Perú Libre junto al líder sindical Pedro Castillo para las elecciones generales de Perú de 2021.

## Historia

### Fundación
El 11 de mayo de 2022, diez congresistas del grupo parlamentario de Perú Libre anunciaron su renuncia por un desacuerdo en la elección de los nuevos magistrados del Tribunal Constitucional, sin discusión previa. Sin embargo, la legisladora Katy Ugarte rebate la renuncia tras este evento, pero alude un acuerdo grupal discutido con anterioridad.
El 14 de mayo, los diez congresistas renunciantes, del "ala docente" del partido Perú Libre, anunciaron la creación del grupo del "Bloque Magisterial de Concertación Nacional".

## Posición
Con la creación del "Bloque Magisterial" en mayo de 2022, el presidente Pedro Castillo (quien renuncia en junio a Perú Libre) se hacía de una bancada oficialista. No obstante, en los 6 meses restantes de su gobierno se alineó más a los legisladores de Perú Democrático - dos de ellos fueron presidentes del Consejo de Ministros.
El grupo parlamentario no ha manifestado ideología alguna. En el tercer proceso de destitución contra Pedro Castillo, que fue exitoso, el Bloque Magisterial tuvo 3 votos a favor, 4 votos en abstención y tan solo 1 en contra.
El Bloque Magisterial ha demostrado cercanía con el consiguiente Gobierno de Dina Boluarte.

## Miembros
El "ala magisterial" elegida por las listas de Perú Libre sumaba a 11 congresistas. En algún momento, los once formaron parte del Bloque Magisterial. Para julio de 2024, ocurrió el mayor número de disidentes. Los legisladores Francis Paredes y Edgar Tello migraron a Podemos Perú. Por otro lado, el legislador Pasión Dávila, cercano a Pedro Castillo y promotor de su nuevo partido político "Todo con el Pueblo", renunció también en julio de 2024 al Bloque Magisterial y conformó el grupo parlamentario "Bancada Socialista" junto a otros disidentes de Perú Libre.
La composición actual, a la fecha 13 de julio de 2024, es la siguiente:
| Congresista | Congresista      | Distrito Electoral |
| ----------- | ---------------- | ------------------ |
|             | Katy Ugarte      | Cuzco              |
|             | Paul Gutiérrez   | Apurimac           |
|             | Germán Tacuri    | Ayacucho           |
|             | Lucinda Vásquez  | San Martín         |
|             | Óscar Zea        | Puno               |
|             | Alex Paredes     | Arequipa           |
|             | Segundo Quiroz   | Cajamarca          |
|             | Elizabeth Medina | Huánuco            |

En el caso de Ugarte, renunció anteriormente al Bloque Magisterial para integrar la bancada "Unidad y Dialogo" junto a 4 legisladores de derecha en julio de 2023. Con la disolución de la bancada, en febrero de 2024, se reintegra al Bloque Magisterial.
Por su lado, Zea no integró inicialmente el Bloque Magisterial aunque fuera parte del "ala magisterial". Por el contrario, decidió incorporarse a Podemos entre julio y diciembre de 2022. En mayo de 2023, se integra al Bloque Magisterial.
Tanto Ugarte como Zea fueron, brevemente, ministros del Gobierno de Pedro Castillo.